# I oblężenie Twierdzy Przemyśl
I oblężenie Twierdzy Przemyśl – działania zbrojne w okolicach Twierdzy Przemyśl, które miały miejsce podczas I wojny światowej, w dniach 17 września – 10 października 1914.
Po przegranych bitwach pod Lwowem (6 września 1914) oraz Rawą Ruską (11 września), austriackie Naczelne Dowództwo  nakazało odwrót 12 września 2, 3 i 4 Armii za linię Sanu przez Przemyśl. Twierdza Przemyśl miała za zadanie odeprzeć rosyjskie natarcie i zabezpieczyć odwrót wojsk austro-węgierskich. 

## Załoga twierdzy
Załoga Twierdzy Przemyśl 31 lipca 1914, tj. w pierwszym dniu mobilizacji, była dość skromna. Jej komendant dysponował jedynie pięcioma batalionami piechoty, baterią artylerii polowej, trzema pułkami artylerii fortecznej oraz kilkoma kompaniami saperów. Pozostałym jednostkom stacjonującym w Przemyślu Naczelne Dowództwo przydzieliło zadania osłonowe na froncie poza twierdzą.

## Przygotowania
W wyniku mobilizacji zwiększył się stan osobowy załogi twierdzy, choć niektóre oddziały musiały odejść na front. W dniu rozpoczęcia I oblężenia załoga twierdzy liczyła 131 tysięcy żołnierzy i 21 tysięcy koni. W jej skład wchodziła 111 Brygada Piechoty, 10 Brygada Artylerii Polowej Austro-Węgier, załoga forteczna oraz oddziały pomocnicze.
2 sierpnia rozpoczęto przygotowania twierdzy do obrony – budowano fortyfikacje polowe. Od 2 września oczyszczano przedpola fortów (wycinano lasy, burzono domy). 4 września dowództwo wydało nakaz ewakuacji ludności cywilnej nie posiadającej zapasów żywności na co najmniej trzy miesiące. 15 września Przemyśl opuściło Naczelne Dowództwo armii austro-węgierskiej. 16 września Rosjanie zaatakowali Jarosław i Sieniawę.

## Oblężenie
17 września 1914 r. z fortu 1/5 „Popowice” padł pierwszy strzał w kierunku rosyjskiego patrolu kawalerii zauważonego pod Tyszkowicami i dzień ten uważany jako początek pierwszego oblężenia Przemyśla. Wzięło w nim udział 91 800 żołnierzy rosyjskich dowodzonych przez 133 oficerów liniowych. Szturmem dowodził generał Szczerbaczow.
20 września Rosjanie przekroczyli San pod Darowicami. Dzień później z twierdzy przeprowadzono przeciwnatarcie w kierunku Radymna. Dzięki temu uratowano załogę Radymna i część załogi Jarosławia. 26 września Rosjanie całkowicie otoczyli Przemyśl.
4 października do twierdzy przybył parlamentariusz z propozycją kapitulacji. Austriacy odrzucili propozycję kapitulacji. Następnego dnia Rosjanie rozpoczęli gwałtowny ostrzał artyleryjski fortów. Równocześnie w kierunku fortów posuwała się piechota. 6 października wzmógł się ostrzał, a piechota znajdowała się już 500 m od fortów. Nazajutrz o 3 rano rozpoczął się szturm twierdzy. Najsilniejsze ataki Rosjanie skierowali na fort 1/1 „Łysiczka”. Udało im się nań wedrzeć, jednak po pewnym czasie otoczyły ich jednostki austriackie. Rosjanie, którzy nie zginęli musieli się poddać. Ponadto silnie atakowano forty XIV „Hurko” i XV „Borek”, 1/2 do 1/6, fort IV „Optyń”. Szturm rosyjski nie powiódł się. Z wyjątkiem fortu 1/1 nie udało się im wedrzeć na żaden inny fort Straty Rosjan wyniosły ok. 10 000 ludzi (3–4 tys. zabitych, reszta to ranni i jeńcy pojmani przez Austriaków).
Kolejnego dnia, 8 października, dowódca wojsk rosyjskich (początkowo wojskami oblegającymi dowodził gen. Radko Dymitriew, następnie gen. Brusiłow, natomiast samym szturmem na forty kierował gen. Szczerbaczow) zarządził szturm na północnym odcinku twierdzy. Atakowano forty Xa „Pruchnicka Droga”, XIa „Cegielnia”, XI „Duńkowiczki” i XII „Żurawica”, jednak Rosjanie nie dotarli nawet do zasieków przed fortami.
3 października zaatakowano wschodnią część twierdzy, czyli forty XIV „Hurko”, XV „Borek”, IV „Optyń”, I/2 „Byków”, I/3 „Pleszowice”, I/4 „Maruszka Las”, I/5 „Popowice”, I/6 „Dziewięczyce”. Nie udało się zdobyć żadnego fortu prócz I/1 „Łysiczka”, do którego Rosjanom udało się wedrzeć, ale zostali szybko otoczeni i pokonani przez obrońców twierdzy.
8 października przeprowadzono drugi szturm od strony północnej na forty Xa „Pruchnicka Droga”, XIa „Cegielnia”, XI „Duńkowiczki” i XII „Żurawica”. Rosjanom nie udało się nawet dotrzeć do linii zasieków, ponieśli zarazem ogromne straty.

## Odsiecz
Pierwsze oblężenie zakończyło się 10 października 1914 porażką wojsk rosyjskich. Straty ze strony rosyjskiej oceniono na około 10 tysięcy zabitych, rannych i zaginionych. Straty załogi twierdzy wyniosły około 3–4 tysiące zabitych. Wroga odrzucono poza wschodni odcinek twierdzy, na linię Medyka-Pleszowice-Tyszkowice-Góra Magiera.
Po pierwszym oblężeniu Naczelne Dowództwo poleciło, by armie polowe korzystały z zapasów twierdzy.
W okresie pomiędzy oblężeniami na przedpolach fortów stworzono dodatkową linię obrony w postaci silnie rozbudowanych fortyfikacji polowych. Szczególnie przed fortami VI „Helicha” i VII „Prałkowce” (pozycja „Helicha” i „Pod Mazurami”) oraz na północnym odcinku (pozycja „Batycze” i „Na Górach”).
Z uwagi na zagrożenie oskrzydleniem, armia austro-węgierska musiała cofnąć się z linii Sanu. Nocą z 4 na 5 listopada ostatnie oddziały frontowe wycofały się przez Przemyśl. Ponowne zamknięcie twierdzy nastąpiło 8 listopada. Dowództwo zdecydowało, by obronę prowadzić w sposób zaczepny, aby związać walką jak najwięcej żołnierzy rosyjskich. Tak rozpoczęło się II oblężenie Twierdzy Przemyśl.